# Elena Nagovitsyna
Elena Nagovitsyna (en russe : Елена Наговицына), née le 7 décembre 1982 dans le raïon de Debyosy en Oudmourtie, est une coureuse de fond russe. Elle a remporté la médaille de bronze aux championnats d'Europe de course en montagne 2010 et cinq titres de championne de Russie en athlétisme.

## Biographie
Ayant commencé le sport avec le ski sans succès, Elena se met à la course à pied durant sa jeunesse. Elle entre à l'université Oudmourte pour y étudier le sport mais doit prendre une année sabbatique en raison d'une blessure. Elle change ensuite de faculté et entreprend des études en psychologie mais n'abandonne pas pour autant la course à pied.
Elena se distingue à ses débuts dans la discipline de course en montagne. Le 25 octobre 2009, elle remporte son premier titre national en devenant championne de Russie de course en montagne longue distance à Krasnaïa Poliana.
Elle connaît une excellente saison 2010 dans cette discipline. Engagée aux championnats d'Europe de course en montagne à Sapareva Banya, elle effectue une excellente course et parvient à doubler l'Italienne Antonella Confortola pour décrocher la médaille de bronze. Elle double la mise au classement par équipes avec Zhanna Vokueva et Elena Marsova. Le 5 septembre, elle se classe 25e des championnats du monde de course en montagne à Kamnik et remporte la médaille de bronze par équipes avec Svetlana Semova et Elena Rukhliada.
Le 3 juillet 2011, elle prend part au Mémorial Znamensky sur 10 000 mètres. Parvenant à rattraper le groupe de tête des Éthiopiennes Sule Utura et Wude Ayalew, elle se paye le luxe de prendre les commandes de la course mais ne parvient pas à conserver l'allure en fin de course. Elle termine troisième et meilleure Russe en 32 min 8 s 00. L'épreuve comptant comme championnats de Russie, elle décroche le titre.
Ne parvenant pas à se qualifier sur 10 000 mètres pour les Jeux olympiques d'été de 2012, elle décide de se concentrer sur la distance du 5 000 mètres et parvient à décrocher son ticket. Lors de Jeux à Londres, elle parvient à se qualifier en finale grâce à la sixième place de sa manche en réalisant son record personnel en 15 min 2 s 80. Elle effectue ensuite une finale décevante et termine treizième en 15 min 21 s 38,.
Le 24 juillet 2013, elle démontre ses qualités sur 5 000 mètres en remportant avec aisance le titre national. Elle décroche ainsi sa qualification pour les championnats du monde d'athlétisme à Moscou. Lors de ces derniers, elle parvient à se hisser en finale et effectue une course solide pour décrocher la neuvième place en 15 min 24 s 83, juste derrière la Néerlandaise Susan Kuijken.
Le 9 septembre 2018, elle complète son palmarès en s'adjugeant le titre de championne de Russie de 15 kilomètres à Saransk.

## Palmarès

### Course en montagne
| no  | féminin            | Course                                                         | Longueur | Départ          | Temps           |
| --- | ------------------ | -------------------------------------------------------------- | -------- | --------------- | --------------- |
| 15e | Médaille d'or      | Championnats de Russie de course en montagne - longue distance | 28,6 km  | 25 octobre 2009 | 2 h 19 min 51 s |
| 3e  | Médaille de bronze | Championnats d'Europe de course en montagne                    | 9 km     | 4 juillet 2010  | 39 min 44 s     |

### Piste
| Année | Compétition                         | Lieu      | Place | Épreuve  | Temps          |
| ----- | ----------------------------------- | --------- | ----- | -------- | -------------- |
| 2011  | Championnats de Russie de 10 000 m  | Joukovski | 1re   | 10 000 m | 32 min 8 s 00  |
| 2012  | Jeux olympiques d'été               | Londres   | 13e   | 5 000 m  | 15 min 21 s 38 |
| 2013  | Championnats de Russie d'athlétisme | Moscou    | 1re   | 5 000 m  | 15 min 23 s 17 |
| 2013  | Championnats du monde d'athlétisme  | Moscou    | 9e    | 5 000 m  | 15 min 24 s 83 |
| 2014  | Championnats de Russie de 10 000 m  | Erino     | 1re   | 10 000 m | 32 min 11 s 63 |
| 2014  | Championnats d'Europe d'athlétisme  | Zurich    | 10e   | 10 000 m | 32 min 33 s 64 |

### Route
| Année | Compétition                     | Lieu       | Place | Épreuve  | Temps           |
| ----- | ------------------------------- | ---------- | ----- | -------- | --------------- |
| 2011  | Twin Cities Marathon            | Saint Paul | 9e    | Marathon | 2 h 38 min 59 s |
| 2018  | Championnats de Russie de 15 km | Saransk    | 1re   | 15 km    | 52 min 51 s     |

## Records
| Épreuve       | Épreuve       | Performance     | Date              | Lieu             |
| ------------- | ------------- | --------------- | ----------------- | ---------------- |
| 1 500 mètres  | Plein air     | 4 min 35 s 94   | 16 juillet 2004   | Tcheboksary      |
| 1 500 mètres  | En salle      | 4 min 26 s 34   | 17 janvier 2015   | Novotcheboksarsk |
| 3 000 mètres  | En salle      | 8 min 58 s 79   | 11 janvier 2014   | Novotcheboksarsk |
| 5 000 mètres  | Plein air     | 15 min 2 s 80   | 7 août 2012       | Londres          |
| 5 000 mètres  | En salle      | 15 min 33 s 68  | 19 février 2014   | Moscou           |
| 10 000 mètres | Plein air     | 32 min 2 s 99   | 11 juin 2013      | Moscou           |
| 10 kilomètres | 10 kilomètres | 32 min 49 s     | 6 septembre 2015  | Tilbourg         |
| 15 kilomètres | 15 kilomètres | 51 min 23 s     | 5 août 2018       | Moscou           |
| Semi-marathon | Semi-marathon | 1 h 13 min 35 s | 10 septembre 2011 | Novossibirsk     |
| Marathon      | Marathon      | 2 h 38 min 59 s | 2 octobre 2011    | Saint Paul       |